# 'Ndrina Giglio
I Giglio sono una cosca malavitosa o 'ndrina della 'ndrangheta calabrese di Strongoli.
Sarebbero alleati dei Grande Aracri e dei Mannolo di Cutro, dei Farao-Marincola di Cirò e dei Levato.
Sono attivi nel traffico internazionale di droga, usura, traffico di armi, riciclaggio di denaro e sarebbero a capo del Locale di Strongoli.

## Storia

### Anni 2000 - Faida di Strongoli e l'arresto di Salvatore Giglio
Nell'anno 2000 esplode una faida a Strongoli, tra le 'ndrine dei Giglio e dei Valente prima alleate ora in contrasto per il traffico di droga, di armi e delle estorsioni.
Il 17 novembre 2001, viene arrestato Salvatore Giglio capo dell'omonima cosca di Strongoli, era ricercato da un anno. L'arresto è stato eseguito dalla Sezione Operativa Antiterrorismo e Pronto Impiego dei Baschi Verdi della Guardia di Finanza del Gruppo di Crotone. Grazie ad una capillare opera di controllo del territorio, l'aliquota AT.P.I., ha tratto in arresto il pericoloso latitante e tre fiancheggiatori.

### Anni 2010 - Operazione Stige
Il 9 gennaio 2018 si conclude l'operazione Stige porta all'arresto di 170 presunti affiliati o sodali dei Farao-Marincola e dei Giglio nel crotonese tra cui i presidenti dei consigli comunali di Cirò Marina, Strongoli, Mandatoriccio, Casabona e e San Giovanni in Fiore e del presidente della Provincia di Crotone, 13 arresti sono avvenuti in territorio tedesco in Assia e a Stoccarda. In Germania imponevano i loro prodotti vinicoli e i semilavorati per la pizza mentre in Calabria gestivano il mercato ittico, il gioco d'azzardo legale delle slot machine, i distributori di bevande, i servizi di onoranze funebri e la gestione dell'accoglienza dei migranti; un imprenditore alle dipendenze dei locali di Casabona e Cirò avrebbe anche ottenuto lavoro per lo smaltimento di rifiuti tossici proveniententi dall'Ilva di Taranto. Sono stati sequestrati beni a Crotone, Cosenza, Catanzaro, Roma, Milano, Torino, Bologna, Modena, Parma, Cremona, Carrara, Chioggia, Lurago d'Erba e Robecco d'Oglio.

## Organizzazione
- Salvatore Giglio, presunto boss[5].
- Vincenzo Giglio, presunto boss[11].
- Enrico Miglio, presunto reggente della cosca[11].